# Multiplicateur culturel
Le multiplicateur culturel est un concept d'économie qui désigne l'augmentation de l'activité économique d'une zone due à une augmentation des dépenses dans le domaine culturel. Il s'agit d'une analogie au multiplicateur keynésien.

## Concept
Le secteur de l'art et de la culture souffre en partie de la loi de Baumol, selon laquelle l'absence de gain de productivité dans le domaine des arts vivants les rend souvent peu rentables. Une intervention publique est par conséquent nécessaire pour faire vivre le monde des arts. Or, l'économie keynésienne se fonde sur l'existence d'un multiplicateur, selon lequel 1€ dépensé par l'État peut à terme générer plus d'1€ de richesse. Le multiplicateur culturel est ainsi le multiplicateur keynésien appliqué au secteur de la culture.
Françoise Benhamou remarque que le multiplicateur culturel, s'il existe, est « souvent grossi, caricaturé et instrumentalisé, en particulier par des porteurs de projets : ils cherchent un financement, et s'adressent aux collectivités territoriales en arguant des retombées économiques de leur projet ». Elle soutient que les retombées économiques de l'investissement culturel sont très difficiles à estimer.

## Exemples
Le multiplicateur culturel fait l'objet de recherches en économie. En 1988, John Myerscough calcule l'impact économique des arts à Glasgow et trouve un multiplicateur variant entre 1,11 et 1,20. Une étude menée au Québec indique qu'un orchestre, un musée et un festival auraient généré des revenus 1,5 à 3 fois supérieurs aux dépenses publiques engagées. Une étude indique un multiplicateur de 4.
Le festival d'Avignon de 1985 aurait généré 25,5 millions de francs de recettes au profit les commerçants de la ville pour une subvention de 13,5 millions de francs.
Une étude de l'Inspection générale des finances en 2019 sur le rapport entre l'économie française et le secteur de l'art et de la culture conclut que « l'analyse de l’impact d’une implantation culturelle sur le dynamisme socio-économique d’un territoire tend à démontrer une corrélation positive entre culture et développement local ». L'étude estime qu'un visiteur à festival génère entre 20€ et 40€ de retombées économiques, auxquelles il faut ajouter un multiplicateur indirect de 1,3 à 1,8.